# Colostygia argillacea
Colostygia argillacea är en fjärilsart som beskrevs av Leo Schwingenschuss 1927. Colostygia argillacea ingår i släktet Colostygia och familjen mätare. Inga underarter finns listade i Catalogue of Life.